# Jip-en-janneketaal
Met jip-en-janneketaal wordt begrijpelijke taal bedoeld, zoals meestal gewenst in geschreven teksten. Vanwege de eenvoud van de taal in de Jip en Janneke-verhaaltjes werd jip-en-janneketaal in het Nederlands in de jaren negentig een algemene aanduiding voor heldere en makkelijke taal bij de overheid en het bedrijfsleven.

## Geschiedenis
Voor zover bekend is de geestelijk vader van de term jip-en-janneketaal Peter Zuijdgeest, die eind jaren tachtig voorlichter was bij de gemeente Voorburg. Voor zijn trainingen Begrijpelijk Schrijven voor ambtenaren maakte hij een affiche met de tekst Burgemeester Eenhoorn schrijft begrijpelijk. Vindt hij. Maar begrijpelijk voor wie? Jip en Janneke of Einstein?.
De term kreeg grotere bekendheid in 2002. De door Zuijdgeest genoemde Bas Eenhoorn, destijds voorzitter van de VVD, hanteerde hem dat jaar in de aanloop naar de verkiezingen in de Tweede Kamer. Hij raadde VVD-lijsttrekker Hans Dijkstal aan om meer klare taal te gebruiken. Politieke tegenstanders van de VVD gebruikten Eenhoorns woordkeus vervolgens om te suggereren dat de VVD het electoraat als kleine kinderen zou beschouwen. De uitdrukking jip-en-janneketaal wordt sindsdien zowel in positieve als in negatieve zin gebruikt voor eenvoudig taalgebruik door politici en andere volwassenen.
Ook de streepjes tussen de lettergrepen die in sommige edities van de Jip-en-Jannekeverhalen werden gebruikt om ze voor kinderen eenvoudiger leesbaar te maken, hebben een bredere betekenis gekregen. De Taalkalender gebruikte ooit het woord Jip-en-Jannekestreepjes voor overbodige streepjes tussen de leden van lange Nederlandse samenstellingen.

## Uitvoering
Naar aanleiding van de teksten van Annie M.G. Schmidt in de verhalen over Jip en Janneke worden er een aantal regels geadviseerd om begrijpelijke teksten te kunnen schrijven. De regels zijn echter moeilijk toepasbaar in medische bijsluiters, in studieboeken, of op overheidsformulieren. 
Een bekend advies is het schrijven van korte zinnen, maar het aantal letters van de woorden (ongeveer 4) en aantal woorden in de zinnen (ongeveer 6) zijn niet de enige factoren. Volgens Jentine Land spelen er meer factoren, met name de samenhang tussen de zinnen en de dichtheid van de informatie. De samenhang tussen de korte zinnen kan duidelijk worden gemaakt door het gebruik van verbindingswoorden, door het stellen van vragen en het beantwoorden daarvan en door het gebruik van elliptische zinnen: gefaseerd aanbieden van steeds nieuwe stukjes informatie.
Een belangrijke rol speelt het meedenken met de lezers, zonder onpersoonlijke teksten te gebruiken, zo mogelijk ook door het weergeven van gedachten en letterlijk citeren. In verband met het persoonlijke karakter verdienen actieve formuleringen de voorkeur en, hoewel die soms nuttig zijn, geen passieve formuleringen.